# سيرفيسينا (بافيا)
سيرفيسينا (بالإيطالية: Cervesina)‏ هي بلدة تقع في مقاطعة بافيا بإقليم لومبارديا في شمال إيطاليا. تبلغ مساحة هذه المدينة 12.5 (كم²)، وترتفع عن سطح البحر 72 م، بلغ عدد سكانها 1186 نسمة في عام 2004 حسب إحصاء المعهد الوطني للإحصاء.

## السكان
في سنة 1861 بلغ عدد السكان 1٬916 نسمة، وتطور العدد ليصل في سنة 2011 لـ 1٬224 نسمة.
يظهر هذا المخطط البياني تطور النمو السكاني لـ سيرفيسينا (بافيا)

## وصلات خارجية
- الموقع الرسمي